# Commissario Laurenti
Commissario Laurenti est une série télévisée policière allemande en cinq téléfilms de 90 minutes adaptée des romans de Veit Heinichen ayant pour héros Proteo Laurenti, policier à Trieste, et diffusée entre le 4 juin 2006 et le 8 janvier 2009 sur ARD.
Cette série est inédite dans tous les pays francophones.

## Synopsis
Les enquêtes du commissaire Proteo Laurenti à la brigade criminelle de Trieste.

## Distribution
- Henry Hübchen : commissaire Proteo Laurenti
- Barbara Rudnik : Laura Laurenti
- Sergej Moya (de) : Marco Laurenti
- Sophia Thomalla : Livia Laurenti
- Florian Panzner (de) : Antonio Sgubin
- Catherine Flemming (de) : Marietta

## Épisodes
| # | Titre original               | Réalisateur         | Scénariste(s)                   | Date de diffusion |
| - | ---------------------------- | ------------------- | ------------------------------- | ----------------- |
| 1 | Die Toten vom Karst          | Sigi Rothemund      | Veit Heinichen, Sigi Rothemund  | 4 juin 2006       |
| 2 | Gib jedem seinen eigenen Tod | Sigi Rothemund      | Sigi Rothemund                  | 29 juin 2006      |
| 3 | Tod auf der Warteliste       | Hannu Salonen       | Veit Heinichen, Renate Kampmann | 20 décembre 2007  |
| 4 | Der Tod wirft lange Schatten | Hannu Salonen       | Lothar Kurzawa                  | 20 janvier 2008   |
| 5 | Totentanz                    | Ulrich Zrenner (de) | Veit Heinichen, Thorsten Näter  | 8 janvier 2009    |